# Hypothèse de l'amplification des attitudes
 (mars 2023).
La mise en forme du texte ne suit pas les recommandations de Wikipédia : il faut le « wikifier ».
Les points d'amélioration suivants sont les cas les plus fréquents :
- Les titres sont pré-formatés par le logiciel. Ils ne sont ni en capitales, ni en gras.
- Le texte ne doit pas être écrit en capitales (les noms de famille non plus), ni en gras, ni en italique, ni en « petit »…
- Le gras n'est utilisé que pour surligner le titre de l'article dans l'introduction, une seule fois.
- L'italique est rarement utilisé : mots en langue étrangère, titres d'œuvres, noms de bateaux, etc.
- Les citations ne sont pas en italique mais en corps de texte normal. Elles sont entourées par des guillemets français : « et ».
- Les listes à puces sont à éviter, des paragraphes rédigés étant largement préférés. Les tableaux sont à réserver à la présentation de données structurées (résultats, etc.).
- Les appels de note de bas de page (petits chiffres en exposant, introduits par l'outil «  Source ») sont à placer entre la fin de phrase et le point final[comme ça].
- Les liens internes (vers d'autres articles de Wikipédia) sont à choisir avec parcimonie. Créez des liens vers des articles approfondissant le sujet. Les termes génériques sans rapport avec le sujet sont à éviter, ainsi que les répétitions de liens vers un même terme.
- Les liens externes sont à placer uniquement dans une section « Liens externes », à la fin de l'article. Ces liens sont à choisir avec parcimonie suivant les règles définies. Si un lien sert de source à l'article, son insertion dans le texte est à faire par les notes de bas de page.
- La présentation des références doit suivre les conventions bibliographiques. Il est recommandé d'utiliser les modèles {{Ouvrage}}, {{Chapitre}}, {{Article}}, {{Lien web}} et/ou {{Bibliographie}}. Le mode d'édition visuel peut mettre en forme automatiquement les références.
- Insérer une infobox (cadre d'informations à droite) n'est pas obligatoire pour parachever la mise en page.

Pour une aide détaillée, merci de consulter Aide:Wikification.
Si vous pensez que ces points ont été résolus, vous pouvez retirer ce bandeau et améliorer la mise en forme d'un autre article.
 (juin 2023).
L'hypothèse de l'amplification d'une attitude postule que les attitudes des individus tendent à devenir plus extrêmes lorsqu'ils sont exposés à des informations qui renforcent ces attitudes, même s'ils sont confrontés à des informations qui les contredisent par la suite. Cette hypothèse suggère que plus on démontre de la certitude vis à vis de nos attitudes, plus elles seront poignantes. Les techniques d'amplification sont utilisées pour persuader des interlocuteurs et donner de la crédibilité à un discours. Elles sont utilisées en politique, sur les plateformes médiatiques ainsi que dans la vie de tous les jours. 
L'amplification des attitudes peut avoir lieu à la suite de plusieurs mécanismes. En l'occurrence, la comparaison sociale, l'exposition à des informations qui confirment nos attitudes et l'influence des médias. 

## Hypothèse
D'après une étude de Clarkson et Tormala (2008), les attitudes et les croyances des gens sont plus susceptibles d'être amplifiées lorsqu'ils sentent que leur réponse aura un réel impact sur la situation en question. Selon cette théorie, lorsque les gens perçoivent une question comme personnellement pertinente ou lorsqu'ils ont le sentiment que leurs actions peuvent faire la différence, ils sont plus susceptibles de participer à des discussions et de développer des opinions plus fortes. Cela peut conduire à un effet d'amplification, où les attitudes des gens deviennent plus extrêmes et plus ancrées. L'étude de Visser et al. Distinguishing the cognitive and behavioral consequences of attitude importance and certainty: A new approach to testing the common-factor hypothesisréalisée en 2003 vient également soutenir l'hypothèse. En effet, lors de leur deuxième expérience, ils ont étudié l'intérêt qu'accordent des Américains anglophones à une question sur un sujet prédéterminé. L'importance qu'ils y accordent a été mesuré grâce à leur intérêt pour l'obtention d'informations pertinentes sur le sujet, l'attention portée aux informations pertinentes, les efforts de collecte d'informations qui facilitent l'utilisation de l'attitude de l'individu lors de la formulation d'un jugement et la fréquence des discussions sur la question. Les résultats démontrent que l'importance qu'une personne accorde au sujet génère des attitudes plus constantes tandis que la certitude est plus fortement liée à des résultats cognitifs tels que la plus grande accessibilité de l'attitude et le traitement rapide de l'information.

## Les effets de l'amplification des attitudes sur le comportement
Une étude de Andrews & Kandel (1979) suggère que toutes les situations n'aboutissent pas au comportement prévu par une attitude, étant donné qu'il y a presque toujours des influences situationnelles qui jouent en faveur ou en défaveur du comportement prévu par l'attitude. Les circonstances sont souvent sociales et peuvent soit soutenir, soit entraver l'influence des attitudes sur le comportement. Cependant, avec le temps, une attitude amplifiée se cristallise laissant moins de place à l'effet des influences situationnelles. L'amplification des attitudes peut avoir des effets à la fois positifs et négatifs sur le comportement. D'une part, elle peut encourager les gens à agir pour atteindre leurs objectifs et à s'engager davantage en faveur de croyances et d'idéaux importants. D'autre part, comme les gens sont de plus en plus fermement ancrés dans leurs opinions et de moins en moins ouverts aux points de vue opposés, elle peut également conduire à la polarisation et à l'extrémisme.

## L’utilisation de la théorie de l’amplification dans les médias sociaux
L’amplification des attitudes est très observée sur les plateformes médiatiques en particulier sur les réseaux sociaux.  Ces plateformes peuvent rendre les attitudes des utilisateurs plus intenses et plus répandues. De nombreuses techniques, telles que l'amplification algorithmique et l'exposition sélective peuvent être à l'origine de ce phénomène.
Il y a plusieurs techniques d'application de l’hypothèse de l'amplification pour persuader les gens via les réseaux sociaux.
Notamment:
- La crédibilité : la fiabilité du communicateur affecte l'acceptation du message par le récepteur[7].
- L'ordre des opinions : Il y a deux avis différents à ce propos. Certains disent que les opinions soutenant une idée devraient être placées au début du message, d'autres pensent qu’il est préférable qu'elles soient incluses à la fin pour être mieux renforcées[7].
- Présenter les deux côtés de la médaille : Un destinataire qui n'est pas en accord avec une idée serait plus renforcé si le pour et le contre sont inclus dans le message. Si le destinataire est d'accord avec l'idée ou ne sait pas grand-chose sur le sujet, il est préférable de n'inclure que les avantages[7].